# Ричвуд (Нью-Джерсі)
Ричвуд (англ. Richwood) — переписна місцевість (CDP) в США, в окрузі Глостер штату Нью-Джерсі. Населення — 3577 осіб (2020).

## Географія
Ричвуд розташований за координатами 39°42′58″ пн. ш. 75°10′21″ зх. д. / 39.71611° пн. ш. 75.17250° зх. д. (39.715978, -75.172472).  За даними Бюро перепису населення США в 2010 році переписна місцевість мала площу 23,08 км², з яких 22,92 км² — суходіл та 0,16 км² — водойми.

## Демографія
Згідно з переписом 2010 року, у переписній місцевості мешкало 3459 осіб у 1055 домогосподарствах у складі 902 родин. Густота населення становила 150 осіб/км².  Було 1101 помешкання (48/км²).
Расовий склад населення:
| - 89,7 % — білих - 4,2 % — азіатів - 3,8 % — чорних або афроамериканців - 0,1 % — корінних американців |

До двох чи більше рас належало 1,8 %. Частка іспаномовних становила 2,8 % від усіх жителів.
За віковим діапазоном населення розподілялося таким чином: 32,0 % — особи молодші 18 років, 59,9 % — особи у віці 18—64 років, 8,1 % — особи у віці 65 років та старші. Медіана віку мешканця становила 38,5 року. На 100 осіб жіночої статі у переписній місцевості припадало 98,5 чоловіків;  на 100 жінок у віці від 18 років та старших — 102,5 чоловіків також старших 18 років.
Середній дохід на одне домашнє господарство  становив 144 071 долар США (медіана — 130 577), а середній дохід на одну сім'ю — 143 695 доларів (медіана — 132 452). Медіана доходів становила 82 326 доларів для чоловіків та 48 750 доларів для жінок. За межею бідності перебувало 4,0 % осіб, у тому числі 5,8 % дітей у віці до 18 років та 0,0 % осіб у віці 65 років та старших.
Цивільне працевлаштоване населення становило 1678 осіб. Основні галузі зайнятості: освіта, охорона здоров'я та соціальна допомога — 31,5 %, роздрібна торгівля — 19,2 %, науковці, спеціалісти, менеджери — 11,0 %, транспорт — 7,4 %.